# シャークトパス
『シャークトパス』（原題：SHARKTOPUS）は、2010年にアメリカ合衆国のSyfyで放送されたテレビ映画。1984年のイタリアの映画『死神ジョーズ・戦慄の血しぶき』のリメイクである。

## あらすじ
アメリカ海軍とブルー・ウォーター社(以下ＢＷ社)が開発した生物兵器で半分サメが半分タコという遺伝子工学で生まれたクリーチャーは実験中の事故により海に解き放たれてしまう、海軍のコックス中佐は自らは無関係を装いながらＢＷ社の社長でクリーチャーの生みの親で科学者ネイサンに騒ぎが大きくなる前に事態を収拾する様に厳命する。
そしてネイサンは娘のニコールや現地社員サントスそして自らクビにしたアンディに追跡と捕獲を命じたが時すでに遅くクリーチャーはマスコミであるステイシー達に報道され「シャークトパス」と名付けられてしまった。
最初は市民がシャークトパスの存在を信用しなかったこともあり被害が拡大ネイサンやステイシー達も被害者に名を連ねたが、最終的にはニコールがネイサンの遺言からシャークトパスの脳に取り付けられた爆弾の起動に成功し囮に成ったアンディの活躍もありシャークトパスの爆殺をもって物語は終わる。

## シャークトパス
ホホジロサメとタコの細胞を合成して生み出された新型の生物兵器。海中以外にも陸上でも活動が可能。タコの足に槍のようなツメを持ち、獲物の体を貫いたり、切り裂いて攻撃する。兵器目的のため秘密裏に開発していたのだが、試験運用中のトラブルのせいで制御装置が外れ脱走、本能のままに無境なく人間を捕食する。その他にタコの特性である岩場を好む習性と蛸墨を吐く能力を持つ。

## キャスト
| 役名                       | 俳優                     | 日本語吹替     |
| -------------------------- | ------------------------ | -------------- |
| アンディ・リン             | ケレム・バーシン         | 田中光陽       |
| ニコール・サンズ           | サラ・マラクル・レイン   | 岡本早紀子     |
| ネイサン・サンズ           | エリック・ロバーツ       | 佐藤宇         |
| ステイシー・エヴァーハート | リブ・バウン             | 渋井美貴       |
| ボーンズ                   | エクトル・ヒメネス       | 出月勝彦       |
| サントス                   | ゴンザレス・エスパーザ   | かとうかおる   |
| ペズ                       | ブレイク・リンゼー       | 野村達也       |
| コックス中佐               | ピーター・ネルソン       | 阿部晋一       |
| マリア                     | ブランカ・ポンセ         | 木村ゆめ子     |
| 母親                       | アン・マリー・ラウリータ | 井上貴恵       |
|                            |                          |                |
| 演出                       |                          | 岡崎喜之       |
| 翻訳                       |                          | インジェスター |
| 制作                       |                          | テレトップ     |